# ИСУ-152 образца 1945 года
ИСУ-152 образца 1945 года (Объект 704, Кировец-2) — опытная советская тяжёлая противотанковая самоходно-артиллерийская установка (САУ) периода Великой Отечественной войны. В названии машины аббревиатура ИСУ означает «самоходная установка на базе танка ИС» или «ИС-установка», а индекс 152 — калибр основного вооружения машины. Уточнение «образца 1945 года» потребовалось для отличия опытной САУ от серийных ИСУ-152.

## История
Разработана конструкторским бюро опытного завода № 100 в 1945 году под руководством Жозефа Яковлевича Котина, главного конструктора отечественных тяжёлых танков и САУ того времени. В отличие от других опытных самоходок, ИСУ-152-1 и ИСУ-152-2, которые были всего лишь нестандартно перевооружёнными серийными машинами, ИСУ-152 обр. 1945 г. была совершенно новой конструкцией. Принятие на вооружение тяжёлого танка ИС-3 поставило перед конструкторами опытного завода № 100 задачу о создании соответствующей САУ на его базе. Поскольку ИС-3 являлся кардинально переработанным ИС-2 с точки зрения бронезащиты, САУ на его базе также проектировалась как аналог серийных ИСУ-152 на базе ИС-2 с улучшенным бронированием.
Усиление защиты было достигнуто как путём увеличения толщины бронирования, так и размещения его под более выгодными углами для противодействия бронебойному действию снарядов. Разработчики бронекорпуса успешно справились с поставленной задачей: лоб установки представлял собой сплошную катаную бронеплиту толщиной 120 мм, наклонённую под углом 50° к вертикали. Для сравнения, у серийной ИСУ-152 лобовые бронедетали имели толщину 90 мм и угол наклона 30° к вертикали. Бронирование маски пушки довели до 160 мм, а вместе с бронекожухом противооткатных устройств суммарная максимальная толщина бронировки орудия достигала 320 мм. За счёт перекомпоновки боевого отделения общая масса САУ возросла всего лишь на 1,3 тонны по сравнению с серийной ИСУ-152. Для тяжёлой САУ ИСУ-152 образца 1945 года имела рекордно низкую общую высоту машины — 2240 мм. Среди всех опытных и серийных советских САУ времён Великой Отечественной войны ИСУ-152 образца 1945 года была самой защищённой от огня противника. Её лобовому бронированию было по силам выдержать огонь даже мощнейшей германской противотанковой пушки Pak 43.
Конструкторское бюро Фёдора Фёдоровича Петрова для новой САУ разработало новую модификацию гаубицы-пушки МЛ-20СМ, идея создания которой выдвигалась ещё в 1943 году. Наиболее важным её отличием от серийных МЛ-20С было отсутствие дульного тормоза, который делал невозможным стрельбу из орудия при наличии десанта на броне самоходки.
Однако стремление получить максимальную защищённость при фиксированных габаритах и массе обернулось вполне ожидаемым недостатком — стеснённостью в боевом отделении самоходки. Отказ от дульного тормоза в конструкции орудия привёл к увеличению его длины отката до 900 мм, а выгодные углы наклона лобового бронирования потребовали перенести рабочее место механика-водителя в левую верхнюю часть боевого отделения. Проведённые полигонные испытания показали, что такое его расположение приводит к уменьшению просматриваемого пространства и повышенной утомляемости механика-водителя из-за больших амплитуд колебаний бронекорпуса при движении САУ по неровной поверхности. Как результат, ИСУ-152 образца 1945 года не принималась на вооружение РККА и серийно не производилась. Единственный выпущенный опытный образец этой самоходки в настоящее время экспонируется в Бронетанковом музее в подмосковной Кубинке.

## Описание конструкции
ИСУ-152 образца 1945 года имела ту же компоновку, что и серийные советские САУ того времени (за исключением СУ-76). Полностью бронированный корпус был разделён на две части. Экипаж, орудие и боезапас размещались впереди в броневой рубке, которая совмещала боевое отделение и отделение управления. Двигатель и трансмиссия были установлены в корме машины.

### Броневой корпус и рубка
Броневой корпус самоходной установки сваривался из катаных броневых плит толщиной 120, 90, 60, 30 и 20 мм. Броневая защита дифференцированная, противоснарядная. Броневые плиты рубки и корпуса устанавливались под рациональными углами наклона. Противооткатные устройства орудия защищались неподвижным литым броневым кожухом и подвижной литой бронемаской, каждая из этих деталей имела толщину до 160 мм в наиболее подверженных вражескому огню частях.
Три члена экипажа располагались слева от орудия: впереди механик-водитель, затем наводчик, и сзади — заряжающий. Командир машины и замковый находились справа от орудия. Посадка и выход экипажа производились через четыре люка на крыше рубки. Круглый люк слева от орудия также использовался для вывода наружу удлинителя панорамного прицела. Корпус также имел днищевой люк для аварийного покидания экипажем самоходки и ряд мелких лючков для погрузки боекомплекта, доступа к горловинам топливных баков, другим узлам и агрегатам машины.

### Вооружение
Основным вооружением ИСУ-152 образца 1945 года являлась гаубица-пушка МЛ-20СМ калибра 152,4 мм с поршневым затвором. Баллистика орудия была аналогична предыдущему варианту МЛ-20. С орудием был спарен крупнокалиберный пулемёт ДШК калибра 12,7 мм. Спаренная установка монтировалась в рамке на лобовой бронеплите рубки по осевой линии машины. Её вертикальные углы наводки составляли от −1°45′ до +18°, горизонтальная наводка ограничивалась сектором в 11°. Дальность прямого выстрела по цели высотой 2,5—3 м составляла 800—1000 м, дальность выстрела прямой наводкой — 3,8 км, наибольшая дальность стрельбы — около 13 км. Выстрел производился посредством электрического или ручного механического спуска, практическая скорострельность — 1—2 выстрела в минуту.
Боекомплект орудия составлял 20 выстрелов раздельного заряжания. Снаряды укладывались вдоль обоих бортов рубки, заряды — там же, а также на днище боевого отделения и на задней стенке рубки.
Для защиты от нападения с воздуха САУ оснащалась вторым, зенитным крупнокалиберным пулемётом ДШК на вращающейся турели у люка заряжающего с коллиматорным прицелом К-10Т. Боекомплект к спаренному и зенитному пулемётам составлял 300 патронов.
Для самообороны экипаж имел два автомата (пистолет-пулемёта) ППШ или ППС и несколько ручных гранат Ф-1.

### Двигатель
ИСУ-152 образца 1945 года оснащалась четырёхтактным V-образным 12-цилиндровым дизельным двигателем В-2ИС мощностью 520 л. с. (382 кВт). Пуск двигателя обеспечивался электрическим стартером СТ-700 мощностью 15 л. с. (11 кВт) или сжатым воздухом из двух резервуаров ёмкостью 10 л в боевом отделении машины. Дизель В-2ИС комплектовался топливным насосом высокого давления НК-1 с всережимным регулятором РНК-1 и корректором подачи топлива. Для очистки поступающего в двигатель воздуха использовался фильтр типа «Мультициклон». Также в моторно-трансмиссионном отделении устанавливался термосифонный подогреватель для облегчения пуска двигателя в холодное время года и обогрева боевого отделения машины. ИСУ-152 образца 1945 года имела три топливных бака, два из которых располагались в боевом отделении, и один — в моторно-трансмиссионном. Общая ёмкость внутренних топливных баков составляла 540 л. Самоходка также оснащалась двумя наружными дополнительными топливными баками (каждый по 90 л), не связанными с топливной системой двигателя.

### Трансмиссия
САУ ИСУ-152 образца 1945 года оснащалась механической трансмиссией, в состав которой входили:
- многодисковый главный фрикцион сухого трения «стали по феродо»;
- четырёхступенчатая коробка передач с демультипликатором (8 передач вперёд и 2 назад);
- два бортовых двухступенчатых планетарных механизма поворота с многодисковым блокировочным фрикционом сухого трения «сталь по стали» и ленточными тормозами;
- два двухрядных комбинированных бортовых редуктора.

### Ходовая часть
Подвеска у ИСУ-152 образца 1945 года индивидуальная торсионная для каждого из 6 цельнолитых двускатных опорных катков малого диаметра по каждому борту. Напротив каждого опорного катка к бронекорпусу приваривались ограничители хода балансиров подвески. Ведущие колёса со съёмными зубчатыми венцами цевочного зацепления располагались сзади, а ленивцы были идентичны опорным каткам. Верхняя ветвь гусеницы поддерживалась тремя малыми цельнолитыми поддерживающими катками по каждому борту. Механизм натяжения гусеницы — винтовой; каждая гусеница состояла из 86 одногребневых траков шириной 650 мм.

### Электрооборудование
Электропроводка в САУ ИСУ-152 образца 1945 года была однопроводной, вторым проводом служил бронекорпус машины. Источниками электроэнергии (рабочие напряжения 12 и 24 В) были генератор Г-73 с реле-регулятором РРТ-24 мощностью 1,5 кВт и четыре последовательно соединённые аккумуляторные батареи марки 6-СТЭ-128 общей ёмкостью 256 А·ч. Потребители электроэнергии включали в себя:
- наружное и внутреннее освещение машины, приборы подсветки прицелов и шкал измерительных приборов;
- наружный звуковой сигнал и цепь сигнализации от десанта к экипажу машины;
- контрольно-измерительные приборы (амперметр и вольтметр);
- электроспуск пушки;
- средства связи — радиостанция, целеуказатель и танковое переговорное устройство;
- электрика моторной группы — электродвигатель инерционного стартера, бобины свечей зимнего пуска двигателя и т. д.

### Средства наблюдения и прицелы
Все люки для входа и высадки экипажа имели перископические приборы Mk IV для наблюдения за окружающей обстановкой изнутри машины (всего 4 штуки), ещё несколько таких приборов устанавливалось в крыше рубки. Механик-водитель вёл наблюдение через специальный перископический прибор в крыше рубки.
Для ведения огня самоходка оснащалась двумя орудийными прицелами — ломающимся телескопическим ТШ-17К для стрельбы прямой наводкой и панорамой Герца для стрельбы с закрытых позиций. Телескопический прицел ТШ-17К был градуирован на прицельную стрельбу на расстоянии до 1500 м. Однако дальность выстрела 152-мм гаубицы-пушки составляла до 13 км, и для стрельбы на расстояниях свыше 1500 м (как прямой наводкой, так и с закрытых позиций) наводчику приходилось использовать второй, панорамный прицел. Для обеспечения обзора через верхний левый круглый люк в крыше рубки панорамный прицел комплектовался специальным удлинителем. Для обеспечения возможности огня в тёмное время суток шкалы прицелов имели приборы подсветки.

### Средства связи
Средства связи включали в себя радиостанцию 10РК-26 и переговорное устройство ТПУ-4-БисФ на 4 абонента. Для более удобного целеуказания командир самоходки имел специальную одностороннюю светосигнальную систему связи с механиком-водителем.
Радиостанция 10РК-26 представляли собой комплект из передатчика, приёмника и умформеров (одноякорных мотор-генераторов) для их питания, подсоединяемых к бортовой электросети напряжением 24 В.
10РК-26 с технической точки зрения являлась симплексной ламповой коротковолновой радиостанцией, работающей в диапазоне частот от 3,75 до 6 МГц (соответственно длины волн от 50 до 80 м). На стоянке дальность связи в телефонном (голосовом) режиме достигала 20—25 км, в движении она несколько уменьшалась. Большую дальность связи можно было получить в телеграфном режиме, когда информация передавалась телеграфным ключом азбукой Морзе или иной дискретной системой кодирования. Стабилизация частоты осуществлялась съёмным кварцевым резонатором, имелась также плавная подстройка частоты. 10РК-26 позволяла одновременно вести связь на двух фиксированных частотах (с упомянутой выше возможностью плавной подстройки); для их смены использовался другой кварцевый резонатор из 8 пар в комплекте радиостанции.
Танковое переговорное устройство ТПУ-4-БисФ позволяло вести переговоры между членами экипажа САУ даже в сильно зашумленной обстановке и подключать шлемофонную гарнитуру (головные телефоны и ларингофоны) к радиостанции для внешней связи.